# Умершие в марте 2014 года
Это список известных людей, соответствующих установленным критериям значимости (см. Википедия:Критерии значимости персоналий), умерших в марте 2014 года.
Причина смерти указывается лишь в исключительных случаях (убийство, самоубийство, гибель в результате военных действий, смертная казнь, ДТП или несчастные случаи). В остальных случаях — не указывается.

## 31 марта
- Богоделов, Павел Георгиевич (67) — украинский футболист («Динамо-2» Киев, СКА Киев, «Локомотив» Винница) и тренер-селекционер («Динамо» Киев)[1].
- Жиловский, Виктор Дмитриевич (82) — металлург, старший печевой Запорожского титано-магниевого комбината, Герой Социалистического Труда (1973)[2].
- Наклз, Фрэнки (59) — американский диджей, музыкант и продюсер, первый лауреат премии «Грэмми» в номинации «Ремиксер года» (1998)[3].
- Планкарте Солис, Энрике (43) — мексиканский наркобарон, один из основателей и лидеров «Картеля „тамплиеров“»; убийство[4].
- Филиповяк, Владислав[пол.] (87) — польский археолог и историк[5].
- Шадурн, Жаклин Мари (94) — американский литературовед, специалист по литературе XX века, профессор Коннектикутского колледжа, жена писателя Марка Шадурна[6].

## 30 марта
- Алиев, Азад Сабир оглы (63) — азербайджанский дирижёр и педагог, художественный руководитель и главный дирижёр Симфонического оркестра им. Ниязи Азербайджанского телевидения и радио (с 2006 года), профессор Бакинской музыкальной академии, заслуженный деятель искусств[7].
- Биллингхэм, Роберт (56) — американский яхтсмен, серебряный призёр летних Олимпийских игр в Сеуле (1988)[8].
- Гиббонс, Дэвид (85) — премьер-министр Бермудских Островов (1977—1982)[9].
- Григалашвили, Нодар Отариевич (55) — грузинский писатель и журналист, депутат парламента Грузии двух созывов, лауреат премии Союза писателей Грузии (1994)[10].
- Д’Амброзио, Джерардо (83) — итальянский юрист и политик, депутат Сената (2006—2013), прокурор Милана (1981—1989, 1999—2002), один из главных героев операции «Чистые руки»[11].
- Кейт О’Мара (74) — английская актриса («Династия»)[12].
- Пхунцок Вангьял Горанангпа (91) — тибетский революционер, основатель и руководитель Тибетской коммунистической партии[13].

## 29 марта
- Вальберг, Бригитта (97) — шведская актриса[14][15].
- Елизаров, Иван Алексеевич (70) — заместитель генерального конструктора ОАО «Кузнецов», заслуженный конструктор Российской Федерации[16].
- Коэн, Йосеф Хамадани[англ.] (98) — главный раввин Ирана (1994—2007)[17].
- Стукальский, Станислав Николаевич (52) — украинский бизнесмен, общественный деятель и правозащитник, член президиума Международного правозащитного движения «Мир без нацизма», глава наблюдательного совета Всеукраинского правозащитного движения «Украина без нацизма»; ДТП[18][19].
- Тоддес, Евгений Абрамович (72) — российский филолог, историк литературы и литературной теории XIX—XX веков[20].
- Уизерспун, Дэйн (56) — американский актёр мыльных опер, наиболее известный по роли Джо Перкинса в «Санта-Барбаре»[21].
- Фиржтик, Вацлав (56) — чешский спортивный деятель, вице-президент Международного союза биатлонистов по развитию (с 2010 года), президент Федерации биатлона Чехии (с 1993 года)[22].

## 28 марта
- Ахраменко, Эдуард Александрович (33) — российский гиревик, мастер спорта международного класса, трёхкратный чемпион мира, чемпион и рекордсмен Европы[23].
- Дентон, Джеремайя (89) — американский военный и политический деятель, контр-адмирал, сенатор США от Алабамы (1981—1987)[24].
- Зайонц, Альберт Борисович (77) — российский гобоист и музыкальный педагог, солист Большого симфонического оркестра Всесоюзного радио и Центрального телевидения, заслуженный артист РСФСР (1981)[25].
- Макотри, Сэм (93) — ирландский писатель и общественный деятель, сенатор Ирландии (1996—1997)[26].
- Пырков, Александр Александрович (68) — российский художник, председатель приморского отделения Союза художников России[27].
- Семпл, Лоренцо (91) — американский сценарист («Бэтмен», «Мотылёк»)[28].
- Фролов, Павел Захарович (87) — председатель совета старейшин Кубанского казачьего войска[29].
- Эапост, Тыну (67) — эстонский хоккеист и футболист, десятикратный чемпион Эстонии по хоккею, обладатель Кубка Эстонии и призёр чемпионатов Эстонии по футболу[30].
- Ясский, Авраам (86) — израильский архитектор, лауреат Государственной премии Израиля в области архитектуры (1982)[31].

## 27 марта
- Абасов, Руслан Акылбекович (37) — киргизский кикбоксер, первый чемпион мира по профессиональному кикбоксингу по версии WBKF (2005), двукратный чемпион мира по версии WAKO (1999, 2003), интерконтинентальный чемпион по версии WAKO-PRO (2003)[32].
- Альперавичюс, Симонас (Симон Альперович) (85) — еврейский общественный деятель, глава еврейской общины Литвы (1992—2013)[33].
- Де Цордо, Невио (71) — итальянский бобслеист, серебряный призёр зимних Олимпийских игр в Саппоро (1972), двукратный чемпион мира (1969, 1970)[34].
- Деляну, Аугустин (69) — румынский футболист, («Динамо», Бухарест) и сборная Румынии по футболу, трёхкратный чемпион Румынии (1971,1973, 1975), участник чемпионата мира по футболу (1970)[35].
- Карпов, Николай Васильевич (64) — советский и российский актёр, зав. кафедрой сценической пластики РУТИ — ГИТИС, президент международного фестиваля «Серебряная шпага», заслуженный артист Российской Федерации, постановщик боёв в театре и кино[36].
- Мартинус, Дерек (82) — британский телевизионный режиссёр[37].
- Мачулин, Владимир Фёдорович (63) — украинский учёный в области элементной электроники, академик Национальной академии наук Украины (2009)[38].
- Темнов, Виктор Иванович (79) — советский и российский композитор, танцор, баянист и куплетист, народный артист Российской Федерации[39].
- Фрай, Ричард Нельсон (94) — американский иранолог, почётный профессор Гарвардского университета, почётный доктор Таджикского университета (1991)[40].
- Чистосердов, Александр Вадимович (67) — президент Санкт-Петербургской промышленной палаты (1989—2003), член президиума Союза промышленников и предпринимателей Санкт-Петербурга, член президиума Торгово-промышленной палаты РФ[41].
- Шлезингер, Джеймс (85) — американский государственный деятель, министр обороны (1973—1975) и первый министр энергетики (1977—1979)[42].
- Яхонтов, Николай Георгиевич (86) — советский государственный деятель, председатель Липецкого горисполкома (1967—1979)[43].

## 26 марта
- Богданов, Юрий Александрович (69) — российский пловец, пятикратный чемпион мира по зимнему плаванию (о смерти сообщено в этот день)[44].
- Чжу Дэцюнь (93) — французский художник китайского происхождения, член Академии изящных искусств Франции [45].
- Пельон, Хина (87) — кубинская художница и поэтесса[46].
- Поммер, Райнхольд (79) — западногерманский велогонщик, бронзовый призёр летних Олимпийских игр в Мельбурне (1956)[47].
- Федорин, Юрий Филиппович (93) — участник Великой Отечественной войны, механик полка «Нормандия — Неман», иностранный кавалер французского ордена Почётного легиона (2010)[48].
- Хабарова, Клавдия Ивановна (86) — советская киноактриса, заслуженная артистка России[49].

## 25 марта
- Бастани-Паризи, Мохаммад Ибрахим (89) — иранский историк и педагог, профессор Тегеранского университета, автор трудов по истории Ирана[50].
- Воутерс, Лоде (84) — бельгийский шоссейный велогонщик, чемпион и бронзовый призёр летних Олимпийских игр в Лондоне (1948)[51].
- Новотоцкий-Власов, Александр Юрьевич (55) — российский сценарист («Возвращение», «12»)[52].
- Спицын, Сергей Николаевич (90) — российский художник, живописец, график[53].
- Третецкий, Василий Филиппович (58) — украинский политик, председатель Харьковской областной организации партии «Рух» (с 2002 года), мэр Миргорода (1994—2000), заместитель председателя Харьковской облгосадминистрации (2005—2007), активный участник Евромайдана; побои[54].
- Шелл, Джонатан (70) — американский писатель, лауреат Los Angeles Times Book Prize[англ.] (1982)[55].

## 24 марта
- Бобылёв, Иван Тимофеевич (89) — советский и российский актёр, театральный режиссёр, педагог, народный артист СССР (1990)[56].
- Крафт, Дирк (48) — американский режиссёр («Части тела», «Чёрная метка»)[57].
- Кроон, Ыйе (73) — советская и эстонская шашистка, спортивный журналист[58].
- Мишин, Валентин Васильевич (92) — заслуженный тренер СССР по конному спорту[59].
- Музычко, Александр Иванович (51) — украинский ультранационалист (Сашко Билый), координатор структур «Правого сектора» на Западной Украине; убийство[60].
- Уилкс, Родни (89) — тринидадский тяжелоатлет, двукратный призёр летних Олимпийских игр в Лондоне (1948) и в Хельсинки (1952)[61].
- Федорин, Виталий Михайлович (61) — советский и российский подводник, контр-адмирал, начальник Государственного центрального морского ордена Ленина полигона Министерства обороны Российской Федерации (2002—2007)[62].
- Шроебер, Паулу (40) — бразильский музыкант, гитарист группы Almah[63].

## 23 марта
- Бирюков, Борис Владимирович (91) — советский и российский философ, доктор философских наук, профессор[64].
- Босси, Кармело (74) — итальянский боксёр, серебряный призёр летних Олимпийских игр в Риме (1960), серебряный призёр чемпионата Европы (1959), чемпион по версии Всемирной боксёрской ассоциации (1970—1971)[65].
- Броки, Дэйв (Одерус Урунгус) (50) — канадский музыкант, основатель и вокалист группы GWAR (тело найдено в этот день)[66].
- Орлов, Евгений Леонидович (67) — советский и российский журналист, собственный корреспондент программы «Время» по Волгоградской и Астраханской областям, заслуженный деятель культуры[67].
- Прокл (Хазов) (70) — епископ Русской православной церкви; митрополит Симбирский и Новоспасский (c 1989 года) .
- де Роз, Франсуа (103) — последний «отец-основатель» ЦЕРНа[68].
- Суарес, Адольфо (81) — испанский государственный деятель, председатель правительства Испании (1976—1981)[69].
- Штепан, Мирослав (68) — чехословацкий политик, председатель Международного союза студентов (1977—1985), член Политбюро ЦК Коммунистической партии Чехословакии (1987—1989)[70].

## 22 марта
- Бидайви, Мухаммед Одави (46) — иракский журналист, главный редактор радиостанции «Свободный Ирак» (с 2006 года), профессор университета Аль-Мустансирия; убийство[71].
- Вуйцик, Збигнев (91) — польский историк, профессор (с 1971), доктор исторических наук (1950)[72].
- Гишян, Степан Завенович (49) — армянский предприниматель и общественный деятель, генеральный исполнительный директор ЗАО «АКБА-Кредит Агриколь Банк» (с 2006 года), генеральный директор ЗАО «АКБА-Лизинг» (с 2003 года), член Общественного совета Республики Армения[73].
- Горянов, Валерий Михайлович (63) — советский и российский спортсмен, актёр и каскадёр, педагог, победитель и призёр чемпионатов СССР по мотокроссу, основоположник контраварийного вождения в СССР[74].
- Байрамов, Джейхун Сулейман оглы (23) — азербайджанский профессиональный борец классического (греко-римского) стиля, экс-член сборной Азербайджана по греко-римской борьбе, чемпион Азербайджана (2009)[75].
- Мильчин, Аркадий Эммануилович (89) — советский и российский книговед и редактор, главный редактор издательства «Книга» (1968—1985), составитель словарей и справочников[76].
- Мицопулос, Тасос (48) — кипрский политик, министр обороны (2014), министр коммуникаций (2013—2014); инсульт[77].
- Нкониени, Уильям (61) — южноафриканский военный деятель, командующий Южно-Африканскими национальными силами обороны (1992—2013)[78].
- Ребро, Пётр Павлович (81) — украинский писатель, поэт, сатирик[79].
- Уаймор, Патриция (87) — американская актриса[80].

## 21 марта
- Игнатий Закка I Ивас (80) — Патриарх Антиохийский и всего Востока Сирийской православной церкви (c 1980 года)[81].
- Кузма, Эразм (87) — польский писатель, филолог и литературный критик[82].
- Пандов, Кирил (85) — болгарский футболист («Спартак» Варна), бронзовый призёр чемпионата Болгарии (1955), финалист кубка Болгарии (1961)[83].
- Ребхорн, Джеймс (65) — американский актёр («Запах женщины», «День независимости»)[84].
- Чикатуев, Микаэль Хаджиевич (77) — народный поэт Карачаево-Черкесской республики (1998)[85].

## 20 марта
- Аскуна, Иньяки (71) — испанский баскский политик, мэр Бильбао[86].
- Беллини, Идералду Луис (83) — бразильский футболист, центральный защитник, двукратный чемпион мира (1958, 1962)[87].
- Вейденбаум, Мюррей (87) — американский экономист, председатель Совета экономических консультантов (1981—1982), лауреат Премии Адама Смита (1996)[88].
- Гжегорчик, Анджей (91) — польский философ, логик и математик, который ввёл иерархию первично рекуррентных функций, названную «иерархией Гжегорчика[англ.]»[89].
- Кржечковская, Ангелина Агеевна (88) — советская и российская актриса театра и кино, народная артистка РСФСР (1981)[90].
- Сингх, Хушвант (99) — индийский писатель и журналист, депутат парламента Индии (1980—1986), кавалер второй высшей гражданской награды Индии — «Падма Вибхушан», а также ряда других премий и наград[91].
- Фибих, Феликс (96) — американский хореограф и танцовщик, актёр театра на идише[92].
- Хомяков, Александр Александрович (81) — советский партийный и государственный деятель, первый секретарь Тамбовского (1978—1985) и Саратовского (1985—1989) обкомов КПСС, председатель Госплана РСФСР (1989—1990)[93].

## 19 марта
- Алеко, Владимир Владимирович (55) — российский спортивный функционер, директор Ледового дворца спорта им. И. Х. Ромазана, заместитель директора хоккейного клуба «Металлург» (Магнитогорск)[94].
- Артоболевский, Сергей Сергеевич (61) — советский и российский специалист по социально-экономической географии, заведующий отделом социально-экономической географии Института географии РАН, член Международной академии регионального развития и сотрудничества, профессор, доктор географических наук[95].
- Батлер, Роберт (70) — американский художник-пейзажист[96].
- Зверковский, Леонид Васильевич (83) — советский государственный и партийный деятель, начальник Главного управления государственной автомобильной инспекции МВД СССР (1984—1989), генерал-лейтенант[97].
- Мюлен, Эрнест (87) — люксембургский политик, министр, депутат Европейского парламента (1984—1989)[98].
- Резвый, Николай Васильевич (94) — старейший актёр Саратовского академического театра драмы имени И. А. Слонова (1955—1983)[99].
- Рибелес, Энрике (80) — испанский футболист («Барселона», «Валенсия»), двукратный чемпион Испании (1959, 1960)[100].
- Страусс, Роберт Шварц (95) — американский государственный деятель, Чрезвычайный и Полномочный Посол США в СССР и Российской Федерации (1991—1992)[101].
- Тышкевич, Зира Мухамбетовна (58) — российская правозащитница и общественный деятель, председатель Общественного совета при Управлении Министерства внутренних дел России по Астраханской области[102].
- Фелпс, Фред (84) — американский протестантский пастор, глава Баптистской церкви Уэстборо[103].
- Филипп (Салиба) (82) — епископ Антиохийской православной церкви, архиепископ Нью-Йоркский, митрополит всей Северной Америки (с 1966 года)[104].
- Шелтон, Этен (110) — американский долгожитель[105].

## 18 марта
- Абдувахабов, Абдували Абдусаматович (72) — узбекский химик, академик Академии наук Узбекистана[106].
- Арвису, Хорхе (81) — мексиканский актёр («Личико ангела») es:Jorge Arvizu.
- Баумгартнер, Карл (65) — немецкий продюсер[107].
- Гаравента, Оттавио (80) — итальянский оперный певец, тенор[108].
- Гринько, Игорь Константинович (68) — заслуженный тренер СССР по академической гребле[109].
- Каламбо, Кайзер (60) — замбийский футболист и тренер, участник летних Олимпийских игр в Москве (1980)[110].
- Лала, Джо (66) — американский музыкант и актёр[111].
- Медейруш Феррейра, Жозе (72) — португальский политический деятель и учёный, министр иностранных дел Португальской республики (1976—1977)[112].
- Мовсисян, Аничка (?) — армянская актриса, заслуженная артистка Армянской ССР[113].
- Насыбуллин, Рифкат Габдрахманович (79) — заведующий отделом образования и науки, секретарь Совета старейшин Духовного управления мусульман Республики Татарстан, заслуженный учитель Республики Татарстан[114].
- Саплин, Борис Степанович (82) — генерал-майор в отставке, участник Афганской войны[115].
- Семёнова, Галина Викторовна (62) — российский искусствовед и писатель, старший научный сотрудник Государственного музея-заповедника «Царское Село» (с 2010 года)[116].
- Тольтс, Андрес (64) — эстонский художник[117].
- Умаров, Доку Хаматович (49) — лидер террористического бандподполья на Кавказе, амир Имарата Кавказ (о смерти объявлено в этот день)[118]
- Черевченко, Геннадий Иванович (66) — советский и российский футболист («Памир») и тренер («Индустрия», «Локомотив»), отец футболиста и тренера Игоря Черевченко[119].
- Шепард, Люциус (66) — американский писатель, работавший в жанрах научной фантастики, магического реализма и литературы ужасов[120].
- Шираз, Ара Ованесович (72) — армянский скульптор, народный художник Армении, лауреат Государственной премии Армянской ССР (1979), сын поэта Ованеса Шираза[121].

## 17 марта
- Антонов, Владимир Васильевич (77) — казахстанский журналист и телеведущий (телеканал «Хабар»)[122].
- Головченко, Василий Иванович (93) — участник Великой Отечественной войны, организатор сельского хозяйства, Герой Советского Союза (1945), Герой Социалистического Труда (1952)[123].
- Делле Пьяне, Эмилио (75) — итальянский актёр[124].
- Денников, Андрей Сергеевич (36) — российский актёр и режиссёр-постановщик Государственного академического центрального театра кукол им. С. В. Образцова, заслуженный артист Российской Федерации[125].
- Джамалудинов, Магомед Казиевич (85) — дагестанский художник-ювелир и организатор производства, заслуженный художник РСФСР, народный художник Российской Федерации (1999)[126].
- Дзеранов, Николай Константинович (62) — российский учёный, врач-уролог, доктор медицинских наук, профессор[127].
- Карьер, Мареике (59) — немецкая актриса[128].
- Моррис, Освальд (98) — английский кинооператор, лауреат премии «Оскар» (1972) и премий BAFTA (1965, 1966, 1967) за лучшую операторскую работу[129].
- Пернебеков, Ерлан (18) — казахстанский шоссейный велогонщик команды Astana Continental Team, чемпион Азии 2013 года в групповой гонке среди юниоров; инсульт[130].
- Скотт, Л’Рен (49) — американская фотомодель, модельер, дизайнер костюмов и стилист; самоубийство[131].
- Смолянинов, Евгений Александрович (41) — российский хоккеист («Кузбасс», «Сибскана») и тренер-преподаватель, серебряный (1998) и трёхкратный бронзовый призёр чемпионата России по хоккею с мячом (1995, 2001, 2002), обладатель кубка России (2001)[132].
- Стаарчес, Бернард (85) — нидерландский яхтсмен, серебряный призёр чемпионата мира в Кибероне (1970)[133].

## 16 марта
- Бухов, Леонард Семёнович (89) — советский звукорежиссёр, переводчик.

- Починок, Александр Петрович (56) — российский государственный деятель и экономист, министр по налогам и сборам (1999—2000), министр труда и социального развития (2000—2004); инсульт[134].
- Славкин, Виктор Иосифович (78) — советский и российский драматург и сценарист, лауреат Государственной премии Российской Федерации за 1999 год в области просветительской деятельности, победитель конкурсов «ТЭФИ—1998» и «ТЭФИ—2000»[135].
- Фань Чжунлян, Иосиф[англ.] (95) — архиепископ Шанхая (с 2000 года), президент Епископальной конференции запрещённой в Китае католической церкви[136].

## 15 марта
- Бреннер, Дэвид (78) — американский комедийный актёр и сценарист; рак[137]
- Гусейн Дарья (38) — азербайджанский рэпер, лауреат премии «Zirvedekiler» (2011); черепно-мозговая травма[138].
- Диксон, Уилф (94) — британский футбольный тренер («Арсенал»)[139].
- дель Корраль, Педро Диес (62) — испанский актёр[140].
- Кэловей, Говард (86) — министр армии США (1973—1975)[141].
- Лэйси, Сэм (65) — американский профессиональный баскетболист[142].
- Ованесян, Арташес Константинович (74) — армянский режиссёр-постановщик и общественный деятель, профессор кафедры режиссуры Армянского государственного педагогического университета им. Хачатура Абовяна, заслуженный деятель искусств Армянской ССР, лауреат Государственной премии Армянской ССР[143].
- Овсепян, Рафаил Погосович (85) — советский и российский учёный, профессор факультета журналистики МГУ, заслуженный профессор Московского университета (2001)[144].
- Чека, Эсмеральда (87) — перуанская актриса-комик es:Esmeralda Checa.
- Эштон, Скотт (64) — американский барабанщик, наиболее известен как ударник рок-группы The Stooges[145].

## 14 марта
- Бенн, Тони (88) — британский политический деятель, в прошлом многолетний депутат парламента и член кабинета министров Великобритании[146].
- Броусек, Отакар (89) — чешский актёр[147].
- Бёргер, Гэри (72) — американский певец и гитарист (The Monks); рак поджелудочной железы[148].
- Вайнштейн, Владимир Ильич (82) — советский и российский хозяйственный деятель, директор костромского завода «Мотордеталь», генеральный директор Костромской ассоциации промышленных предприятий (с 1991 года)[149].
- Делакур, Ив (83) — французский гребец, бронзовый призёр летних Олимпийских игр в Мельбурне (1956) в академической гребле[150].
- Емохонов, Николай Павлович (92) — первый заместитель Председателя КГБ СССР (1984—1990), генерал армии, лауреат Ленинской (1976) и Государственной премий СССР (1972)[151].
- Калинкин, Геннадий Сергеевич (89) — председатель исполкома Пермского городского совета (1968—1983)[152].
- Кнежевич, Гасо (60) — сербский политик, министр образования и спорта (2001—2004)[153].
- Козак, Екатерина Ивановна (117) — неверифицированная старейшая жительница Украины[154].
- Моррес, Мирна (93) — аргентинская актриса и певица es:Myrna Mores.
- Надиров, Асаф Аббас-Кули оглы (85) — азербайджанский учёный, доктор экономических наук, действительный член Национальной академии наук Азербайджана[155].
- Хамаха, Умар Ульд (50) — малийский и азавадский военный и политический деятель, президент Переходного совета Исламского Азавада (2012—2014), лидер «Ансар-ад-Дин»[156].
- Торрес Пастор, Мануэль (83) — испанский футболист, обладатель Кубка европейских чемпионов в составе мадридского «Реала» (1957)[157].
- Уцуи, Кэн (82) — японский актёр[158].
- Фог, Ханс (76) — датский и канадский яхтсмен, серебряный призёр бронзовый призёр летних Олимпийских игр в Риме (1960) и бронзовый призёр летних Олимпийских игр в Лос-Анджелесе (1984)[159].
- Хар-Цион, Меир (80) — капитан израильского спецназа, один из наиболее известных офицеров-десантников израильской армии[160].
- Ханфенов, Алим Мазанович (91) — советский и российский поэт, заслуженный деятель культуры Республики Абхазия (1992), народный писатель Карачаево-Черкесской республики (1997)[161].
- Хачиров, Исмаил Азретович (75) — советский и российский общественный деятель, председатель колхоза «Родина» Прикубанского района Карачаево-Черкесской автономной области (1979—1998), народный депутат СССР[162].

## 13 марта
- Гуларт, Паулу (81) — бразильский актёр («Секрет тропиканки», «Пророк»)[163].
- Кабба, Ахмад Теджан (82) — президент Сьерра-Леоне (1996—1997, 1998—2007)[164].
- Коломбо, Анджело (78) — итальянский футболист, чемпион Италии (1967)[165].
- Лартиго, Жерар (72) — французский актёр[166].
- Лусардо, Сельмира (61) — колумбийская актриса es:Celmira Luzardo.
- Мерас, Ицхокас (81) — литовский писатель и сценарист[167].
- Румянцев, Алексей Васильевич (90) — советский военный, полный кавалер ордена Славы[168].
- Соловейчик, Александр Михайлович (68) — российский организатор производства, профессор, общественный деятель, генеральный директор (1994—1999), председатель совета директоров (с 2006 года) ОАО «Ленполиграфмаш»[169].
- Эскью, Робин (85) — американский политик, губернатор Флориды (1971—1979)[170].

## 12 марта
- Агаджанян, Ролес Геворкович (66) — государственный и партийный деятель непризнанной НКР, депутат Верховного совета Армении (1990—1995) и Национального Собрания непризнанной Нагорно-Карабахской Республики I и III созывов; несчастный случай[171].
- Аксенин, Василий Степанович (52) — украинский активист Евромайдана. Один из погибших Небесной сотни Герой Украины (2014, посмертно); умер от раны, полученной на Евромайдане 20 февраля 2014 года[172].
- Аскеров, Бахрам Мехрали оглы (80) — азербайджанский учёный-физик, заведующий кафедрой физики твёрдого тела Бакинского государственного университета, академик Национальной академии наук Азербайджана[173].
- Гоан, Джеки (93) — американский предприниматель, один из основателей и владельцев игорного и отельного бизнеса в Лас-Вегасе[174].
- Иноземцев, Александр Николаевич (56) — российский учёный и изобретатель, директор института непрерывного профессионального образования Тульского государственного университета, лауреат премии Правительства Российской Федерации в области образования за 2002 год и премии Правительства Российской Федерации 2013 года в области науки и техники[175].
- Кугэн, Ричард (99) — американский актёр[176].
- Лиснянская, Инна Львовна (85) — российская поэтесса, лауреат Государственной премии Российской Федерации в области литературы и искусства 1998 года[177].
- Льенсе, Рене (100) — французский футболист и тренер каталонского происхождения, вратарь сборной Франции, последний остававшийся в живых участник чемпионатов мира 1934 и 1938 годов[178].
- Михайлова, Раиса Павловна (76) — советская баскетболистка, трёхкратная чемпионка мира (1959, 1964, 1967), заслуженный тренер СССР[179].
- Поликарпу, Жозе да Круш (78) — португальский кардинал, Шестнадцатый Патриарх Лиссабона (1998—2013)[180].
- Руднова, Зоя Николаевна (67) — советская спортсменка (настольный теннис), двукратная чемпионка мира (1969), десятикратная чемпионка Европы, первая абсолютная чемпионка Европы (1970), заслуженный мастер спорта СССР (1969)[181].
- Серёгин, Виталий Павлович (73) — советский и российский государственный деятель, председатель Государственной регистрационной палаты РФ (1994—2005) [viperson.ru/wind.php?ID=670284].
- Флори, Мед (87) — американский актёр[182].
- Хитилова, Вера (85) — чешский кинорежиссёр и сценарист[183].

## 11 марта
- Абдул-Муслимов, Мусан Юсупович (59) — советский спортсмен, мастер спорта международного класса по вольной борьбе, чемпион Европы (1979)[184].
- Бапов, Рамазан Саликович (66) — казахский советский артист балета, балетмейстер, педагог, народный артист СССР (1979)[185].
- Бринкли, Джоэл (61) — американский журналист, лауреат Пулитцеровской премии за международный репортаж (1980)[186].
- Гнездилов, Михаил Захарович (68) — советский и российский государственный деятель, депутат Государственной думы Российской Федерации I созыва (1993—1995), член Совета Федерации от Правительства Республики Алтай (2001—2002)[187].
- Егоров, Юрий Михайлович (47) — заслуженный тренер России по лёгкой атлетике[188].
- Леви, Эдмонд Элияху (72) — судья Верховного суда Израиля (2001—2011)[189].
- Ривилис, Павел Борисович (77) — молдавский композитор и педагог, профессор, заслуженный деятель искусств Молдавской ССР[190].
- Флотатс, Исидро (87) — испанский футболист («Барселона»), трёхкратный чемпион Испании (1953, 1959, 1960)[191].
- Школьник, Яков Шмулевич (76) — советский и российский учёный-металлург и изобретатель, главный научный сотрудник Центрального научно-исследовательского института чёрной металлургии им. И. П. Бардина, лауреат премии Правительства Российской Федерации 2012 года в области науки и техники[192].

## 10 марта
- Акино, Рольдан (65) — филиппинский актёр[193].
- Березов, Темирболат Темболатович (89) — советский и российский учёный в области медицины, академик РАМН, заслуженный деятель науки Российской Федерации (1999), лауреат премии Правительства Российской Федерации 2000 года в области науки и техники[194].
- Берроу, Ларри (66) — американский журналист, лауреат Пулитцеровской премии (1996)[195].
- Вахрушев, Сергей Игоревич (45) — российский футбольный тренер, главный тренер клуба «Краснодар» (2008—2009)[196].
- Георгия (Федотова) (84) — схиигумения, настоятельница Свято-Николаевского монастыря города Арзамаса[197].
- Доллингер, Гизела (111) — старейшая узница нацистского лагеря Дахау, последние годы жизни проживала в США[198].
- Исмаилов, Эльдар Рафик оглы (62) — азербайджанский историк и общественный деятель, доктор исторических наук, профессор Бакинского государственного университета, руководитель Независимого консультационного центра «За гражданское общество» (с 1997 года)[199].
- Каракулов, Амир Буриевич (71) — таджикский государственный и партийный деятель, академик и вице-президент Академии сельскохозяйственных наук Таджикистана, лидер Аграрной партии Таджикистана со дня её регистрации (с 2005 года), кандидат на пост Президента Таджикистана (2006); кровоизлияние в мозг[200].
- Колган, Эйлин (80) — ирландская актриса[201].
- Ламья, Жорж (80) — французский футбольный вратарь, полуфиналист чемпионата Европы (1960)[202].
- Линн, Синтия (77) — американская актриса латвийского происхождения[203].
- Льюис, Сэмюэль (83) — американский дипломат, посол США в Израиле (1977—1985), ключевая фигура Кэмп-Дэвидских соглашений[204].
- Макгиннис, Джо (71) — американский журналист, писатель и сценарист («Смертельное видение»)[205].
- Ры Никонова (71) — российская поэтесса и художница авангардного направления[206].
- Франчини, Мишель (92) — французский актёр[207].
- Шеина, Светлана Константиновна (95) — советская балерина, заслуженная артистка РСФСР, лауреат Сталинской премии второй степени (1950)[208].
- Шильдин, Вячеслав Витальевич (77) — заместитель председателя Государственного комитета СССР по стандартизации и метрологии (1988—1992), лауреат Государственной премии СССР[209].

## 9 марта
- Бро, Грегори (62) — австралийский пловец, бронзовый призёр летних Олимпийских игр в Мехико (1968)[210] Архивная копия от 28 июля 2014 на Wayback Machine.
- Забабурова, Нина Владимировна (69) — российский филолог и переводчик, доктор филологических наук, профессор, заведующая кафедрой теории и истории мировой литературы Южного федерального университета (с 1986 года)[211].
- Макдаффи, Гленн (86) — американский военный моряк, запечатлённый на фотографии «День Победы над Японией на Таймс-сквер»[212].
- Морено Гонсалес, Насарио (44) — мексиканский наркобарон, основатель и лидер одного из крупнейших наркокартелей Мексики «Ла Фамилиа»[213].
- Морено, Карлос (75) — аргентинский актёр и режиссёр[214].
- Мортье, Жерар (70) — бельгийский оперный режиссёр и администратор, директор Зальцбургского фестиваля (1990—2001), Парижской национальной оперы (2004—2009), Королевского театра в Мадриде (2010—2013); рак поджелудочной железы[215].
- Петрова, Евгения Владимировна (95) — советская театральная актриса (МХАТ) и педагог, жена драматурга Исая Кузнецова[источник не указан 4165 дней].
- Прусов, Валентин Дмитриевич (78) — заслуженный тренер России по греко-римской борьбе[216].
- Риччи, Тонино (86) — итальянский режиссёр и сценарист[217].
- Татлиев, Сулейман Байрам оглы (88) — советский и азербайджанский государственный и партийный деятель, первый заместитель Председателя Совета Министров Азербайджанской ССР (1978—1985), Председатель Президиума Верховного Совета Азербайджанской ССР (1985—1989)[218].
- Фахим, Мохаммад (56) — афганский военный и государственный деятель, министр обороны (2001—2004), первый вице-президент Афганистана (с 2009 года); остановка сердца[219].
- Форд, Уильям Клей (88) — американский бизнесмен, последний из внуков Генри Форда, владелец автоконцерна его имени и футбольного клуба «Детройт Лайонс»; пневмония[220].
- Эрнандес, Мельба (92) — кубинская революционерка и дипломат, одна из ближайших соратниц Фиделя Кастро, посол Кубы во Вьетнаме, Генеральный секретарь Организации солидарности народов Азии, Африки и Латинской Америки[221].

## 8 марта
- Авалиани, Нугзар Шалвович (72) — первый секретарь Центрального комитета Единой коммунистической партии Грузии (2009—2014)[222].
- Акияма, Руна (59) — японская сэйю[223].
- Косичев, Анатолий Данилович (99) — советский и российский философ.
- Красильников, Евгений Витальевич (48) — советский и российский волейболист, игрок сборных СССР, СНГ и России (1988—1996), призёр летних Олимпийских игр в Сеуле (1988)[224].
- Можейко, Зинаида Яковлевна (80) — белорусский музыковед, фольклорист-этнограф, киносценарист и педагог, доктор искусствоведения, заслуженный деятель искусств Белорусской ССР (1987), лауреат Государственной премии Республики Беларусь 1994 года[225].
- Скотт, Ларри (75) — американский культурист, первый обладатель титула «Мистер Олимпия» (1965, 1966)[226].
- Смит, Дэвид (79) — американский яхтсмен, чемпион летних Олимпийских игр в Риме (1960) в классе 5,5 м[227].
- Фаулер, Ван Бюрен (54) — американский гитарист (R.E.M.)[228].
- Хьюз, Уэнди (61) — австралийская актриса[229].
- Щербиц, Иоанна (72) — польская актриса[230].
- Эллис, Джеймс (82) — британский актёр[231].

## 7 марта
- Гешаев, Муса Баутдинович (73) — чеченский советский и российский писатель, поэт, литературный критик[232].
- Грашис, Альгирдас (79) — литовский актёр театра и кино, заслуженный артист Литовской ССР (1983)[233].
- Кастильо, Адилия (80) — венесуэльская актриса, певица и композитор es:Adilia Castillo.
- Кузнецов, Анатолий Борисович (83) — советский и российский актёр театра и кино, народный артист РСФСР (1979), лауреат Государственной премии Российской Федерации в области литературы и искусства 1997 года[234].
- Малышев, Александр Антонович (85) — советский государственный деятель, председатель Абаканского горисполкома (1966—1970)[235].
- Молодцова, Майя Михайловна (77) — российский искусствовед, театровед, профессор СПбГАТИ[236].
- Надаш, Тамаш (44) — венгерский лётчик, чемпион мира по самолётной аэробатике (2012); авиакатастрофа[237].
- Нилибаев, Аубакир Дастанович (85) — казахстанский поэт и переводчик, журналист[238].
- Пашкевич, Степан Афанасьевич (92) — ветеран Великой Отечественной войны, Герой Советского Союза (1945)[239].
- Фёдоров, Виктор Александрович (70) — заслуженный тренер России по хоккею с шайбой[240].
- Шем-Тов, Виктор (99) — израильский политик, депутат Кнессета (1961—1969, 1981—1988), министр здравоохранения (1970—1977)[241].

## 6 марта
- Балтабаева, Балакуль (118) — неверифицированная старейшая жительница Казахстана[242].
- Бертучелли, Жан-Луи (71) — французский режиссёр и сценарист, лауреат Берлинского кинофестиваля и премии Жана Виго (1971) («Валы глины[англ.]»)[243].
- Виролайнен, Павел Матвеевич (75) — заслуженный тренер России по лыжным гонкам, педагог и научный работник, соавтор первого в СССР учебника по технике конькового хода (1988)[244].
- Елсуков, Альберт Николаевич (77) — белорусский социолог и философ, доктор философских наук, профессор, лауреат премии им. В. И. Пичеты за 2009 год, отличник образования Республики Беларусь[245] Архивная копия от 13 апреля 2014 на Wayback Machine.
- Колльберг, Барбро (96) — шведская актриса, наиболее известная исполнением роли Мэгги в фильме Ингмара Бергмана «Дождь над нашей любовью»[246].
- Макрэй, Шила (89) — американская актриса[247].
- Оводов, Юрий Семёнович (76) — советский и российский биохимик и иммунолог, директор Института физиологии Коми научного центра УрО РАН (с 2004 года), академик РАН[248].
- Старк, Вадим Петрович (69) — российский литературовед, пушкинист, основатель и первый директор Музея В. В. Набокова[249].
- Фор, Морис (92) — французский политик, министр внутренних дел Франции (1958), министр юстиции (1981), председатель Радикальной партии (1961—1965, 1969—1971), последний остававшийся в живых политик, подписавший Римский договор[250].

## 5 марта
- Валеев, Рестем Шарифуллович (52) — российский баянист, народный артист Республики Татарстан, заслуженный артист Российской Федерации[251].
- Гостоньи, Янош (87) — венгерский актёр[252].
- Коваленко, Виталий Семёнович (66) — советский и российский шахматист, международный мастер по шахматной композиции[253].
- Кэлверт, Скотт (49) — американский режиссёр («Дневники баскетболиста»)[254].
- Луков, Владимир Андреевич (65) — советский и российский литературовед и культуролог, доктор филологических наук, профессор, заслуженный деятель науки Российской Федерации, лауреат Бунинской премии (2011)[255].
- Панеро, Леопольдо Мария (65) — испанский поэт и прозаик[256].
- Эдвардс, Джофф (83) — американский актёр[257].
- Яири, Кадзуо (81) — японский гитарный мастер («K.Yairi»)[258].

## 4 марта
- Китайский, Станислав Борисович (76) — советский и российский писатель[259].
- Марквардт, Фриц (85) — немецкий актёр[260].
- Орлов, Олег Леонидович (57) — советский и российский режиссёр, народный артист России (2008)[261].
- Петрин, Майя (41) — хорватская актриса[262].
- Поуг, Уильям Рид (84) — астронавт НАСА, автор нескольких книг о космонавтике[263].
- Пустынцев, Борис Павлович (78) — советский и российский правозащитник, член Совета при президенте Российской Федерации по развитию гражданского общества и правам человека (2004—2012)[264].
- Сильванович, Михаил Иванович (76) — советский и российский журналист, писатель-публицист и поэт, лауреат премии Союза журналистов СССР (1980), заслуженный работник культуры РСФСР (1987), автор стихов песни «Омские улицы»[265].
- У Тяньмин (74) — китайский режиссёр и продюсер («Красный гаолян»)[266].
- Фекете, Ласло (59) — венгерский футболист, лучший бомбардир чемпионата Венгрии (1979)[267].
- Фрейдкин, Марк Иехиельевич (60) — советский и российский поэт, прозаик, переводчик, автор и исполнитель песен[268].
- Хачер, Йожа (82) — венгерская актриса[269].
- Чони, Ренато (84) — итальянский оперный певец[270].

## 3 марта
- Алиев, Алван Мадат оглы (66) — азербайджанский государственный и общественный деятель, педагог и публицист[271].
- Бухеггер, Кристин (71) — австрийская актриса («Из жизни марионеток»)[272].
- Гюнбай, Алтан (83) — турецкий актёр[273].
- Дзябенко, Михаил Владимирович (57) — российский фотограф, лауреат российских и зарубежных фотоконкурсов[274].
- Лазарева, Нелли Филаретовна (74) — советская и российская актриса театра и кино[275].
- Макклерин, Кертис (44) — американский актёр[276].
- Нуланд, Шервин (83) — американский хирург и писатель[277].
- Ованнисян, Эгине Саркисовна (87) — советская и армянская актриса Национального академического театра им. Г. Сундукяна, народная артистка Армянской ССР, профессор Ереванского государственного института театра и кино[278].
- Риверо, Хуан (90) — американский пуэрто-риканский биолог, создатель единственного в Пуэрто-Рико зоопарка, названного его именем (en:Dr. Juan A. Rivero Zoo)[279].
- Тикканен, Айно-Майя (86) — финская актриса[280].
- Томас, Джоаб (81) — американский университетский администратор, президент Алабамского университета (1981—1988) и университета штата Пенсильвания (1990—1995)[281].
- Эшли, Роберт (83) — американский композитор, продюсер и режиссёр[282].

## 2 марта
- Белинский, Александр Аркадьевич (85) — советский и российский режиссёр и сценарист, создатель телевизионных спектаклей и фильмов-балетов, народный артист России, лауреат Государственной премии РСФСР (1984)[283].
- Бородулин, Рыгор Иванович (79) — советский и белорусский поэт, эссеист и переводчик, народный поэт Беларуси[284].
- Гилмор, Гэйл (76) — канадская актриса[285].
- Дероса, Саль (82) — натурализованный американский футбольный тренер[286].
- Джафаров, Вугар (44) — азербайджанский волейбольный арбитр международной категории[287].
- Каплан, Джастин (88) — американский писатель, лауреат Пулитцеровской премии (1967)[288].
- Кухарчик, Пётр Дмитриевич (68) — советский и белорусский учёный-радиофизик, член-корреспондент Национальной академии наук Беларуси, ректор Академии управления при Президенте Республики Беларусь (2001—2003), Белорусского государственного педагогического университета имени Максима Танка (с 2003 года)[289].
- Мартинес де Веласко, Эмилио Фернандес (73) — испанский архитектор, автор проекта телебашни Torrespaña[англ.] в Мадриде[290].
- Миронов, Александр Степанович (43) — российский предприниматель, председатель правления «Алмазэргиэнбанка» (2005—2014)[291].
- Покидченко, Анна Яковлевна (88) — советская и российская театральная актриса, народная артистка СССР[292].
- Рубин, Стэнли (96) — американский продюсер и сценарист[293].
- Руммель, Рудольф (81) — американский политолог[294].

## 1 марта
- Брюне, Хосеп (83) — испанский баскетболист, чемпион Средиземноморских игр (1955)[295].
- Габараев, Николай Ясонович (90) — учёный-осетиновед, доктор филологических наук, профессор[296].
- Герчук, Юрий Яковлевич (87) — российский искусствовед, художественный критик, историк и теоретик изобразительного искусства, заслуженный деятель искусств Российской Федерации[297].
- Гилпин, Энди (93) — канадский хоккеист, чемпион зимних Олимпийских игр в Санкт-Морице (1948)[298].
- Дзаффарони, Алехандро (91) — уругвайский и американский биохимик и предприниматель, лауреат Национальной медали США в области технологий и инноваций (1995)[299].
- Карнаух, Валерий Анатольевич (55) — украинский книгоиздатель и меценат, общественный деятель Николаева[300].
- Лакшман, Бангару (74) — индийский политик, министр железных дорог (1999—2000), председатель Индийской народной партии (2000—2001)[301].
- Левин, Леонид Менделевич (77) — советский белорусский архитектор, заслуженный архитектор Республики Беларусь, лауреат премии Ленинского комсомола Белоруссии (1967) и Ленинской премии (1970), лауреат Государственной премии Республики Беларусь 2002 года и 2010 года [302].
- Паско Космополис, Марио (74) — перуанский политик, министр труда (2007—2008)[303].
- Рене, Ален (91) — французский кинорежиссёр, актёр и сценарист[304]
- Розанов, Анатолий Сергеевич (88) — профессор Московской консерватории, кандидат искусствоведения[305].
- Руденко, Юрий Георгиевич (76) — советский и украинский конструктор корабельной техники, генеральный конструктор — генеральный директор Южного проектно-конструкторского бюро (преобразовано в «Исследовательско-проектный центр кораблестроения») (1980—1997), технический руководитель постройки фрегата «Гетман Сагайдачный»[306].
- Тот, Дьюла (72) — венгерский футболист, чемпион Германии по футболу (1968)[307].
- Уранов, Геннадий Васильевич (79) — советский и российский дипломат, Чрезвычайный и Полномочный Посол СССР в Габоне (1978—1982) и Ирландии (1986—1991), Представитель Российской Федерации при Ватикане и при Мальтийском ордене (1996—2001)[308].